# Брајан Молко
Брајан Молко (рођен 10. децембра 1972. у Бриселу, Белгија) је текстописац, певач и гитариста групе Пласибо.

## Детињство и младост
Брајан Молко је рођен у строгој и религиозној породици. Његов отац је амерички банкар, француско-италијанског порекла, а мајка, побожна хришћанка из Шкотске. Породица је морала често да се сели због очеве професије. Молко је живео у детињству у Либану, Либерији, Шкотској, Белгији, Литванији, Швајцарској, Немачкој, Француској и недавно у Луксембургу.

## Каријера
Брајан Молко и Стефан Олсдал ишли су заједно у америчку Међународну школу Луксембурга (сада позната као Међународна школа за Луксембург), међутим, тамо се нису дружили. Када се Молко преселио у Лондон 1990. да студира на колеџу, срео је Стефана Олсдала и позвао га да погледа представу. Олсдал је био толико импресиониран гласом Молка да је одлучио да формирају бенд. Заједно са бубњарем Робертом Шулцбергом, који је био пријатељ Олсдала, пало им је на памет да 1994. оснују бенд Пласибо. Међутим, Роберт Шулцберг је 1996. напустио бенд, а уместо њега дошао је Стив Хјуит. Молко је успешно завршио своје глумачке студије.

## Приватни живот
Молко је отворено бисексуалан. Има сина, рођеног 2005. године.
Молко је отворен о употреби рекреативних психоактивних супстанци: у интервјуу 1997. године са Kerrang! он је признао да је хероин "вероватно једина дрога на овој планети коју нисам пробао". Међутим, касније је признао да користи и хероин. Молко је 2003. године признао да су многи његови пороци последица његових проблема са менталним здрављем. Званично му је дијагностикован озбиљан облик депреције у касним двадесетим годинама. Певач је у 2016. години тврдио да је потпуно одустао од злоупотреба дроге након снимања и објављивања албума Meds.
У децембру 2012. године, Молко је примио почасну стипендију на Goldsmiths College у Лондону.